# Ulica prof. Michała Bobrzyńskiego w Krakowie

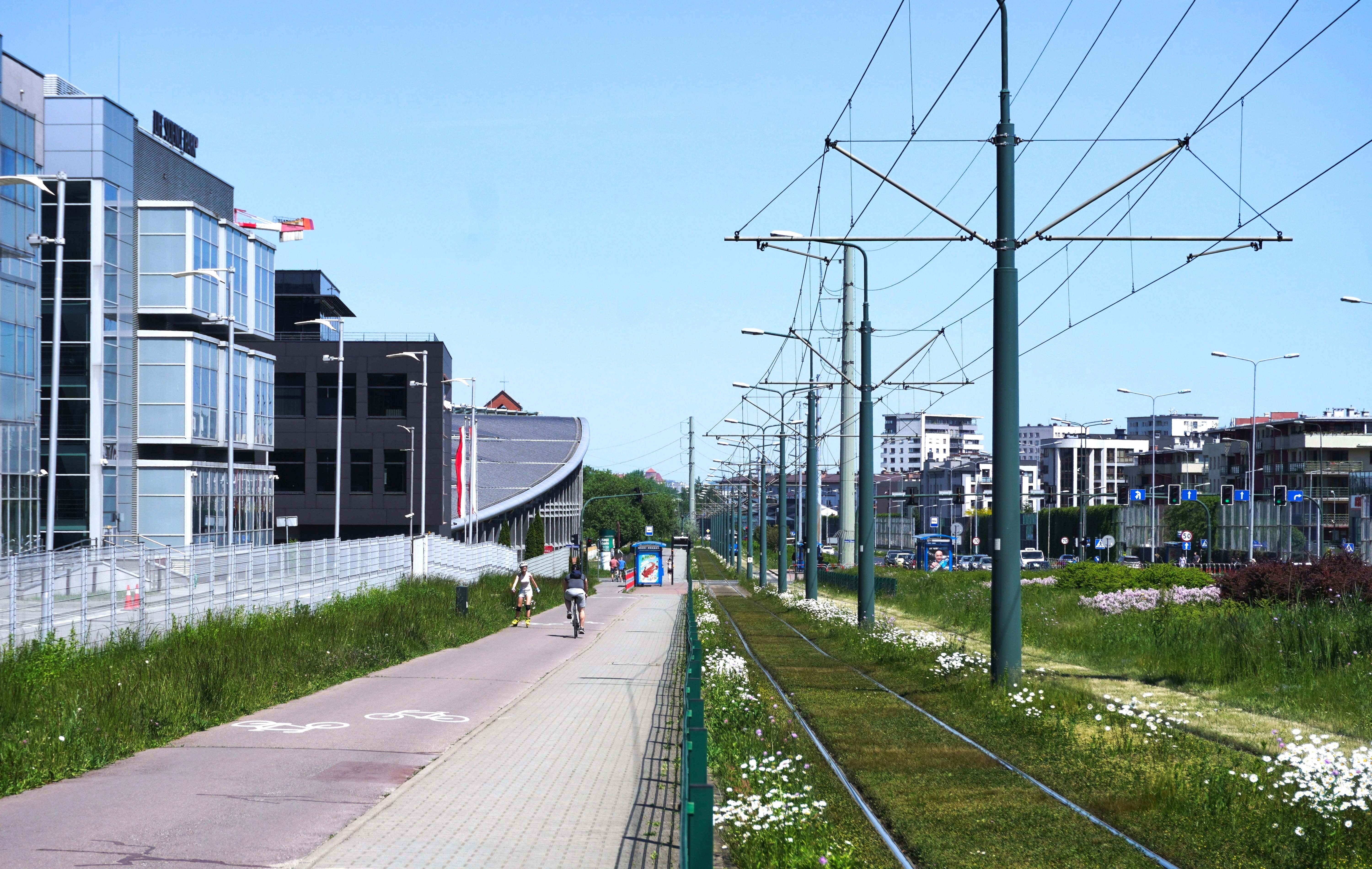
Torowisko tramwajowe prowadzące wzdłuż ulicy

Ulica prof. Michała Bobrzyńskiego – ulica w Krakowie, w dzielnicy VII Dębniki, na Dębnikach.
Na całej długości jest dwujezdniowa, z torowiskiem tramwajowym biegnącym po północnej stronie, oddanym do użytku na przełomie 2011 i 2012 roku.

## Przebieg
Ulica zaczyna swój bieg na skrzyżowaniu z ulicą Czerwone Maki i ul. Karola Bunscha, gdzie staje się fizycznym przedłużeniem tej drugiej. Na początkowym odcinku, kilkadziesiąt metrów za skrzyżowaniem w kierunku północno-wschodnim, arteria ogranicza pętlę tramwajową „Czerwone Maki P+R”. Następnie na wysokości skrzyżowania z ulicą Luciany Frassati-Gawrońskiej, przecina także Jagiellońskie Centrum Innowacji oraz Bibliotekę Główną Uniwersytetu Papieskiego Jana Pawła II i Kościół św. Jana Pawła II. Ulica kończy swój bieg na skrzyżowaniu z ulicą Stefana Grota-Roweckiego i ul. Zachodnią, gdzie jej przedłużeniem staje się ta pierwsza.

## Historia
W latach 60. XX wieku na terenach, po których obecnie przebiega ulica Michała Bobrzyńskiego, znajdowały się głównie pola uprawne. Zachowane ogólne plany zagospodarowania przestrzennego dla tego obszaru z tamtego okresu prezentują inną niż współczesna planowaną siatkę ulic. Ulica w obecnym kształcie została wytyczona na początku XXI wieku jako dalsza część istniejącej już wcześniej ulicy Stefana Grota-Roweckiego.
Początkowo ulica była jednojezdniowa, z dwoma pasami ruchu. Na początku 2011 roku rozpoczęto przebudowę całej trasy, w ramach której dobudowano na całej długości drugą jezdnię, ścieżkę rowerową oraz torowisko tramwajowe. Od strony południowej na prawie całej długości wzniesiono ekrany akustyczne. Przebudowa zakończyła się w 2012 roku.

## Otoczenie
Od strony południowej dominuje wielorodzinna zabudowa mieszkaniowa osiedla Europejskiego. Od strony północnej znajduje się torowisko tramwajowe, budynki mieszkaniowe, zakłady usługowe oraz budynki Kampusu Uniwersytetu Jagiellońskiego.
Ulica prof. Michała Bobrzyńskiego jest w całości drogą dwujezdniową, czteropasmową (po dwa na jazdnię) drogą z torowiskiem tramwajowym, biegnącym wzdłuż ulicy od ul. Jana Brożka do pętli „Czerwone Maki P+R”, znajdującej się nieopodal skrzyżowania ulicy prof. Michała Bobrzyńskiego z ulicą Czerwone Maki i ul. Karola Bunscha. Na ulicy znajdują się cztery zespoły przystanków tramwajowo-autobusowych MPK Kraków – „Czerwone Maki P+R” (pętla tramwajowo-autobusowa), „Chmieleniec” (przy ulicy Luciany Frassati-Gawrońskiej), Kampus UJ (przy Kampusie Uniwersytetu Jagiellońskiego) i „Ruczaj” (na skrzyżowania z ulicą Stefana Grota-Roweckiego). W otoczeniu arterii znajduje się m.in. osiedle Europejskie, pętla autobusowo-tramwajowa „Czerwone Maki P+R”, Jagiellońskie Centrum Innowacji, Biblioteka Główna Uniwersytetu Papieskiego Jana Pawła II, Kościół św. Jana Pawła II, Kampus 600-lecia Odnowienia Uniwersytetu Jagiellońskiego oraz inne punkty handlowe i usługowe.